# セーフィー
セーフィー株式会社 (英: Safie, Inc.) は、東京都品川区に本社を置き、クラウド録画プラットフォーム「Safie（セーフィー）」を開発・運営を行う日本の企業。Safieはカメラとインターネットをつなぐだけで、いつでもどこでも映像を確認できるクラウド録画型映像プラットフォームとして、クラウド録画カメラ国内シェアNo.1を獲得。

## 概要
Safie（セーフィー）は高画質・安価・安全で、誰でも簡単にスマートフォンやパソコンで使える防犯カメラサービスとして、小売・飲食・サービス・建設・物流・製造・インフラ・公共・医療などの幅広い業界で活用されている。
　近年は高まる防犯カメラとしての用途にとどまらず、遠隔での状況確認や業務ツールとの連携による業務効率化、AIを活用した映像解析による異常検知・予測などのニーズが急速に拡大しており、社会的な課題を解決できるソリューションの開発、提供を進めている。

## 沿革
- 2014年10月 - セーフィー株式会社設立
- 2017年9月 - 第三者割当増資により9.7億円を調達[2]
- 2021年9月 - 東京証券取引所マザーズへ上場